# فور کورنرز (اورگن)
فور کورنرز (به انگلیسی: Four Corners) یک منطقهٔ مسکونی در ایالات متحده آمریکا است که در شهرستان ماریون، اورگن واقع شده‌است. فور کورنرز ۷٫۱ کیلومتر مربع مساحت و ۱۳٬۹۲۲ نفر جمعیت دارد و ۶۷ متر بالاتر از سطح دریا واقع شده‌است.